# Lillian Asplund
Lillian Gertrud Asplund (Worcester, 21 de outubro de 1906 — 6 de maio de 2006) foi uma das três últimas sobreviventes do naufrágio do RMS Titanic em 15 de abril de 1912. Ela foi a última sobrevivente americana e também a última sobrevivente com lembranças reais do desastre.

## Início da vida
Lillian Asplund nasceu em 21 de outubro de 1906 em Worcester, Massachusetts, filha de Carl Oscar Vilhelm Gustafsson Asplund e Selma Augusta Emilia Johansson. Seus pais viveram brevemente em Missouri antes de se estabelecerem em Massachusetts. Lillian tinha um irmão gêmeo, Carl Edgar, e dois irmãos mais velhos, Filip Oscar, nascido em 1898 e Clarence Gustaf Hugo, nascido em 1902. Um quarto irmão, Edvin Rojj 'Felix', nasceu em 1909.
Em 1907, o pai de Lillian levou sua família para Småland, na Suécia, para ajudar sua mãe viúva a resolver problemas com a fazenda familiar. No início de 1912, a família estava pronta para retornar aos Estados Unidos, e o pai de Lillian reservou uma passagem para sua família no Titanic.

## A bordo doTitanic
Lillian, seus pais e os quatro irmãos embarcaram no Titanic em Southampton, Inglaterra, em 10 de abril de 1912, como passageiros de terceira classe. Lillian tinha cinco anos na época e lembrou que o navio "era muito grande e tinha acabado de ser pintado. Lembro-me de não ter gostado do cheiro de tinta fresca".
Quando o Titanic atingiu o iceberg às 23h40m da noite de 14 de abril de 1912, o pai de Lillian acordou sua família e depois colocou todos os papéis importantes, incluindo dinheiro, no bolso. Lillian, sua mãe e seu irmão Felix foram colocados no bote salva-vidas Nº 15. Lillian lembrou: "minha mãe disse que preferiria ficar com ele (meu pai) e afundar com o navio, mas ele disse que as crianças não deveriam ficar sozinhas. Minha mãe colocou Felix em seu colo e eu entre os joelhos. Eu acho que ela pensou que poderia me manter um pouco mais aquecida dessa forma".
Lillian, sua mãe e seu irmão foram resgatados pelo RMS Carpathia, que chegou ao local pouco depois das quatro da manhã. Lillian e seu irmão foram carregados em sacos de serapilheira e içados até o convés do navio. A bordo do Carpathia, Lillian lembrou:

"Uma mulher tirou as roupas de mim. Minha roupa ficou muito suja e molhada no barco salva-vidas. Minha mãe estava tentando me encontrar. Ela estava dizendo: "Eu tenho uma filha!" Bem, ela me encontrou. E, finalmente, quando minhas roupas secaram eu as coloquei novamente. Eles nos levaram para o lugar onde se alocava pessoas doentes. Bem, não doentes, mas pessoas que precisavam de um pouco mais de atenção. As pessoas no Carpathia foram muito boas para nós."

O Carpathia chegou em Nova Iorque em 18 de abril. Logo depois, a mãe de Lillian levou ela e seu irmão para Worcester. O pai de Lillian e os irmãos Filip, Clarence e Carl pereceram no naufrágio.
Na confusão após o desastre, um jornal de Worcester informou que o Sr. e a Sra. Asplund foram salvos, juntamente com Clarence, Lillian e Felix, e que Filip e Carl se afogaram. Uma notícia posterior disse que Selma e seus "dois bebês" foram levados para um hospital local, e que o Sr. Asplund e Clarence aparentemente estavam em outro local. Um relatório final confirmou que nem Carl e nem Clarence estavam entre os sobreviventes. O corpo de Carl foi recuperado pelo CS Mackay-Bennett e mais tarde enterrado no cemitério All Faiths, em Worcester.

## Vida posterior
A mãe de Lillian se recusou a falar sobre o desastre com as pessoas, dizendo que era simplesmente errado. Lillian concordou e, durante o resto de sua vida quase nunca falou sobre o desastre. A mãe de Lillian morreu no dia 15 de abril de 1964, no 54º aniversário do naufrágio. Seu irmão Felix, com quem Lillian morava, morreu em 15 de março de 1983.

## Morte
Lillian morreu em sua casa em Shrewsbury, Massachusetts, no dia 6 de maio de 2006, aos 99 anos. Ela foi enterrada no Cemitério All Faiths em Worcester, ao lado de seu pai, mãe e irmão.
A morte de Lillian deixou duas sobreviventes vivas, Barbara West e Millvina Dean; no entanto, ambas tinham menos de um ano de idade no momento do naufrágio e tampouco se lembravam disso. Ela foi a última sobrevivente que se lembrava do naufrágio, portanto, em sua morte, os relatos de primeira mão sobre o naufrágio do Titanic passaram para a história.
Após sua morte, o bilhete do navio que havia guardado durante anos foi vendido em leilão em 2009.